# Oman Air

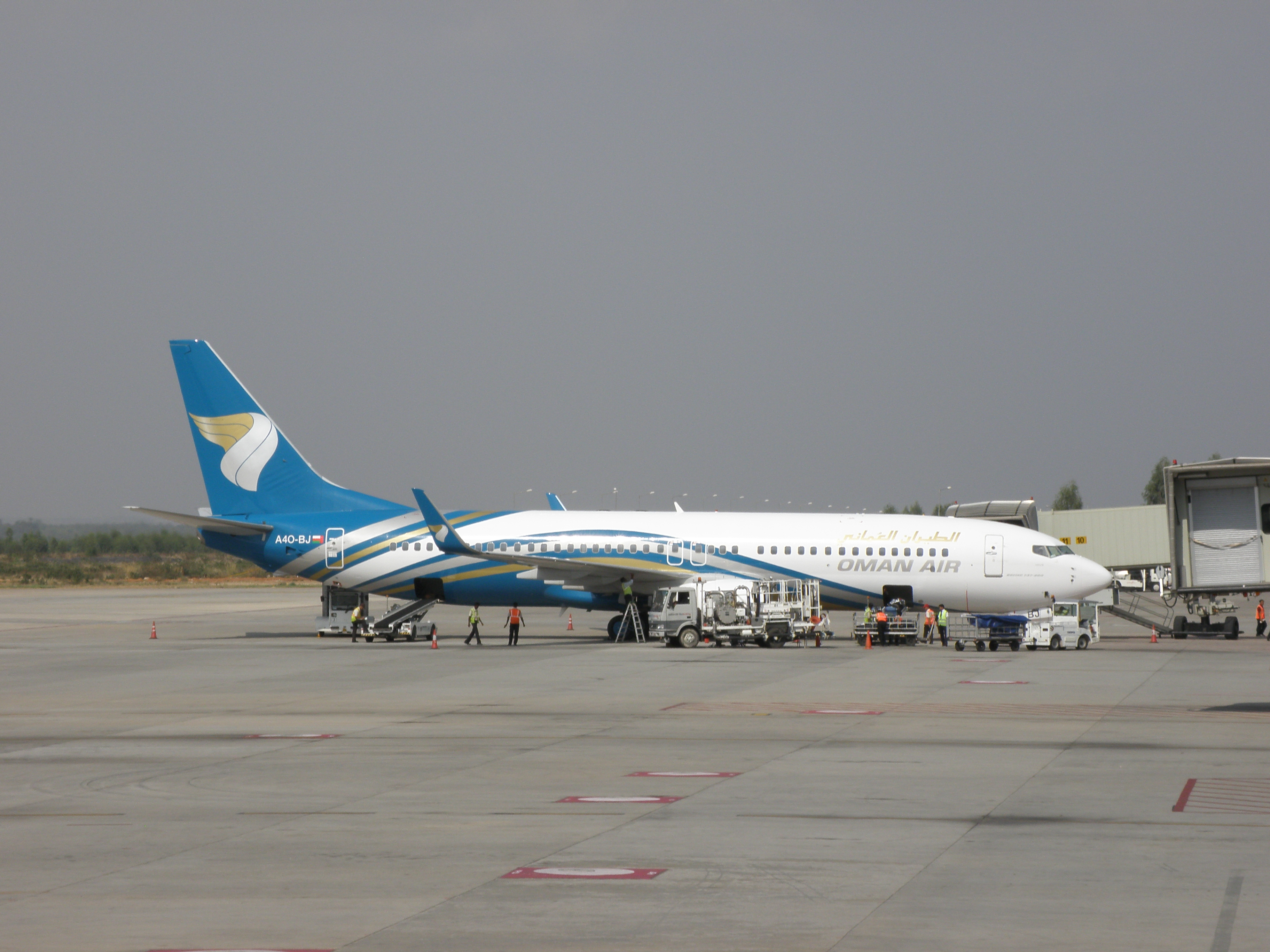
Một chiếc máy bay Boeing 737-800 của Oman Air tại Sân bay quốc tế Bengaluru

Oman Air (tiếng Ả Rập: الطيران العماني) là hãng hàng không quốc gia của Oman. Hãng này có trụ sở đóng tại Muscat, hãng cung cấp dịch vụ bay thường lệ nội địa và quốc tế, air taxi và bay thuê chuyến. Căn cứ hoạt động chính của hãng Oman Air tại Sân bay quốc tế Muscat. Oman Air là thành viên của Arab Air Carriers Organization. Tại thời điểm ngày 1 tháng 3 năm 2010, Oman Air đã trở thành hãng hàng không đầu tiên trên thế giới cung cấp dịch vụ gọi điện thoại di động, SMS & Wi-Fi Internet trên một số chuyến bay.

## Lịch sử
Oman Air được lập năm 1970 và bắt đầu hoạt động vào năm 1993 với tên gọi Oman Airline  sau vụ sáp nhập Bộ phận máy bay hạng nhẹ của Gulf Air với Oman International Services. Tháng 3 năm 2007, chính phủ Oman đã cơ cấu lại tỷ lệ vốn của hãng, tăng sở hữu chính phủ từ 33 lên 80%. Người ta cũng thông báo Oman Air sẽ được đánh giá lại kế hoạch chiến lược để tham gia thị trường bay tuyến dài. Tháng 3 năm 2007, chính phủ Oman cũng thông báo rút khỏi Gulf Air để tập trung vào phát triển Oman Air. Oman Air đã bắt đầu bay đường dài ngày 26 tháng 11 năm 2007 với việc khai trương tuyến bay đi Bangkok và London. Với việc bổ sung máy bay mới Airbus A330-200/300, hãng dự kiến nhiều tuyến đường dài khác nữa. Tại thời điểm tháng 11 năm 2009, chính phủ Oman đã nắm giữ 98,2% cổ phần của hãng này.

## Tuyến bao
Tại thời điểm tháng 12 năm 2009, Oman Air có 296 chuyến bay mỗi tuần với 36 điểm đến ở 19 quốc gia.

### Thỏa thuận chia chỗ
Oman Air có các thỏa thuận chia chỗ với các hãng hàng không sau:
- Emirates
- Gulf Air
- Ethiopian Airlines
- Garuda Indonesia
- KLM
- Royal Jordanian[9]

## Đội tàu bay
Đội tàu bay của Oman Air gồm các máy bay sau (tháng 2 năm 2019):

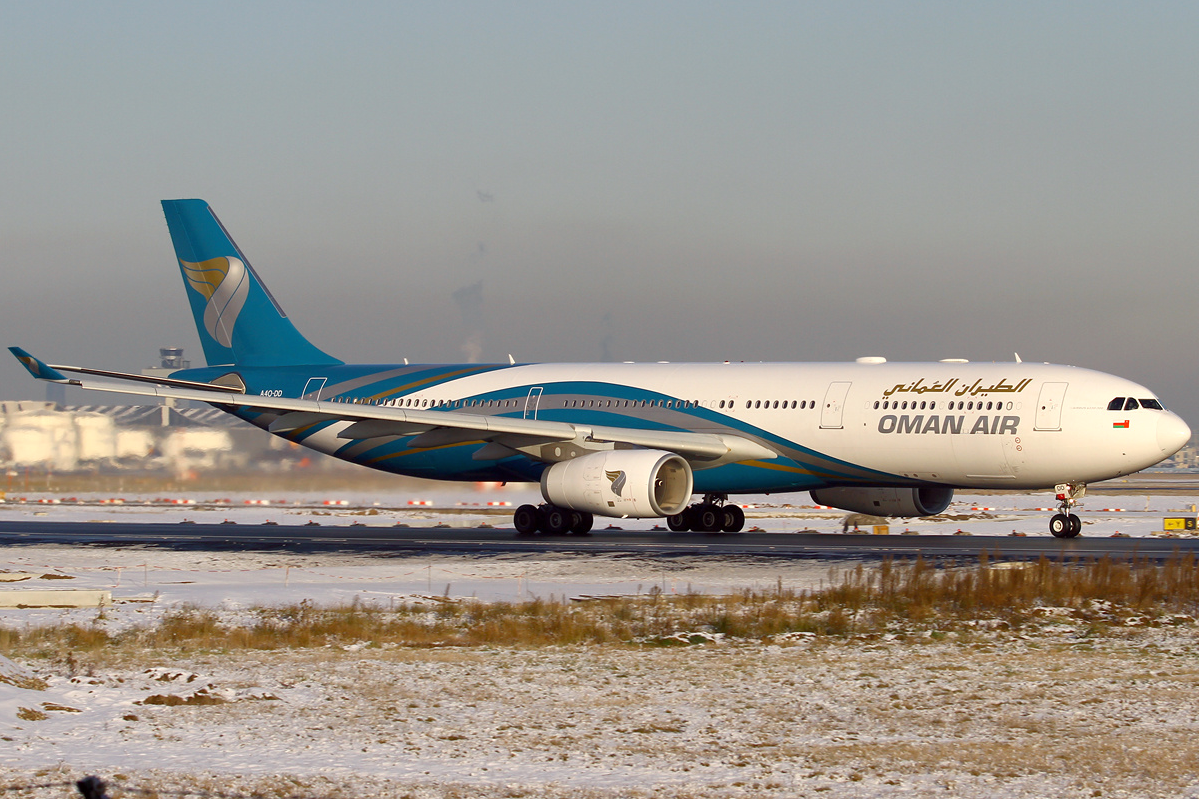
Oman Air A330-300

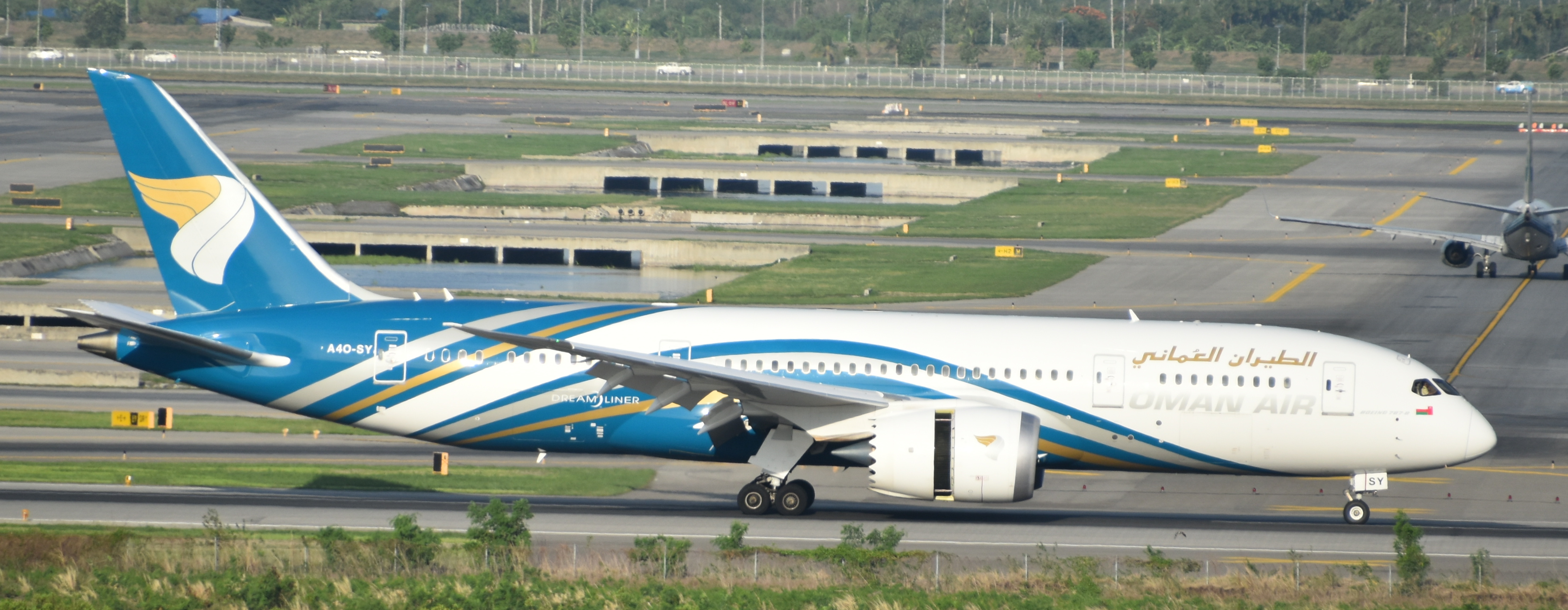
Oman Air B787 - 8